# Die kleine Kuh von Malibu
Die kleine Kuh von Malibu ist ein Musikprojekt aus Deutschland, das Anfang 2006 ins Leben gerufen wurde. Hinter der Idee steckt die Studentin Nadine Zimmermann aus Aschaffenburg.

## Werdegang
Anderthalb Jahre nachdem Projekte wie Schnappi, das kleine Krokodil, und Pinocchio oder der französische Kinderstar Ilona Mitrecey einfache, für Kinder gemachte Songs zu einem der Trends in den Hitparaden des deutschsprachigen Raums gemacht hatten, sprang auch noch Nadine auf den Zug auf. Im Vorfeld der Fußball-Weltmeisterschaft 2006 veröffentlichte sie Anfang Mai 2006 die Single Muh Muh Muh, die von ihrer Plattenfirma Universal Music als Fußballhymne für Kinder vermarktet wurde. Der Text und das begleitende Animationsvideo mischen sehr einfach das Motiv der Farm der Tiere mit dem Thema Fußball: die kleine Kuh von Malibu lebt zusammen mit ihren Freunden, dem Schwein Poldi, der Schildkröte Betty, den Kälbern Ma Bi und Lu, dem Hasen Hans, der Ziege Kalle, der Schwalbe Jürgen, dem Hahn Evil Brian, dem Pferd Mucki, dem Esel Frank und dem Papageien Mik auf einem Bauernhof am Strand von Malibu. Als sie zusammen Fußball spielen wollen, fehlt der Kuh ein zweiter Fußballschuh. Erst nach langer Suche bemerkt sie, dass er schon längst an ihrem hinteren Fuß steckt.
Nadine war vor dem Projekt bereits als Sängerin in verschiedenen Bands tätig. Die Single Muh Muh Muh nahm sie zusammen mit einem Kinderchor aus dem Raum Aschaffenburg auf. Begleitet von einem massiven Werbeaufwand – so war die Kuh als Bildschirmschoner, auf T-Shirts und Tassen sowie als Handyvideo erhältlich – erreichte die Single die deutschen und österreichischen Charts. 